# サンダース・ロー SR.N1
サンダース・ロー SR.N1（"Saunders-Roe Nautical 1"）は最初の実用的ホバークラフト。国立研究開発社（NRDC）の後援を受けて、クリストファー・コッカレルが設計し、ワイト島のサンダース・ロー社が製造した。

## 概要

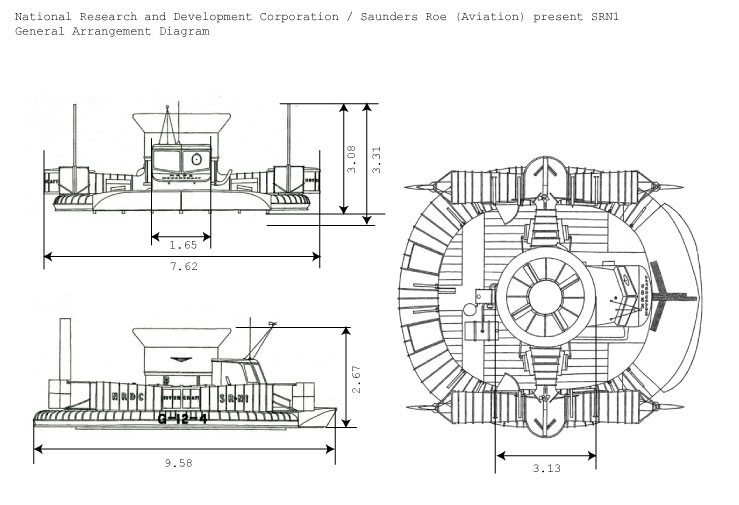
SRN1 一般配置図

SR.N1は、アルヴィス レオニデス（Alvis Leonides）空冷星形エンジン 1基によりリフトファンを駆動し、推進用としてはダクテッドファンを使用した。初航行は1959年6月11日で、招待されたマスコミの前で、水上・陸上どちらでも移動能力があることを示した。 
1959年7月25日、ルイ・ブレリオのドーバー海峡横断飛行50周年を記念して、SR.N1はカレーからドーバーまで海峡を横断した。所要時間は2時間強であった。パイロットとナビゲーターに加え、設計者であるコッカレルも乗り込んだ。
1961年には柔軟性のあるスカートが追加されたが、これによりエア・クッションの有効高さが大幅に増加した。さらにチュルボメカ マルボレターボジェットエンジンが装備され、推進力の増強が図られた。1962年にはマルボレに代えて2倍の推力を持つブルストル・シドレー ヴァイパー IIIターボジェットエンジンがリフトファンの後部に追加装備され、ピストンエンジンのダクテッド・ファンによる推進力を増強した。これにより、最高速度は当初の35ノットから50ノットに増加した。
SR.N1は、現在ロートン（Wroughton）の科学博物館（The Science Museum at Wroughton）に展示されている

## 参考資料
1. 1 2  NRDC Saunders Roe Nautical 1 - SRN1 (jameshovercraft)
2. ↑  Hidden Past